# Campionati mondiali di pattinaggio di figura 2019
I Campionati mondiali di pattinaggio di figura 2019 sono stati la 109ª edizione della competizione di pattinaggio di figura, valida per la stagione 2018-2019. Si svolgono presso la Saitama Super Arena di Saitama, in Giappone, dal 20 al 24 marzo.

## Qualificazioni
Sono stati ammessi a partecipare gli atleti che hanno compiuto 15 anni entro il 1º luglio 2018. La competizione è aperta agli atleti di nazioni consociate all'ISU, che selezionano i partecipanti secondo i propri criteri, rispettando le regole ISU, per le quali gli atleti debbano aver conseguito il punteggio tecnico minimo richiesto ad un evento internazionale prima dei Campionati mondiali, al fine di essere ammessi a partecipare a questo evento.
Le medaglie sono assegnate nelle discipline del singolo maschile, singolo donne, coppie e danza su ghiaccio. L'evento determinerà il numero di partecipanti che ogni nazione potrà inviare ai Campionati mondiali 2020 di Montréal.

### Numero di partecipanti per discipline
In base ai risultati del Campionato mondiale 2018, ogni nazione membro dell'ISU può schierare da 1 a 3 partecipanti.
| Posti                                                            | Uomini                                       | Donne                     | Coppie                              | Danza                     |
| ---------------------------------------------------------------- | -------------------------------------------- | ------------------------- | ----------------------------------- | ------------------------- |
| 3                                                                | Giappone Russia Stati Uniti                  | Canada Giappone Russia    | Russia                              | Canada Italia Stati Uniti |
| 2                                                                | Canada Israele Lettonia Rep. Ceca Uzbekistan | Belgio Italia Stati Uniti | Canada Cina Francia Germania Italia | Francia Russia            |
| I Paesi non in lista potranno far partecipare un solo candidato. |                                              |                           |                                     |                           |

## Partecipanti
La lista completa dei partecipanti è stata pubblicata dall'International Skating Union il 25 febbraio 2019.
| Nazione        | Uomini                                           | Donne                                               | Coppie | Danza su ghiaccio                                                                                     |
| -------------- | ------------------------------------------------ | --------------------------------------------------- | --- | --- |
| Armenia        | Slavik Hayrapetyan                               | Anastasia Galustyan                                 | | |
| Australia      | Brendan Kerry                                    | Kailani Craine                                      | | Chantelle Kerry / Andrew Dodds                                                                        |
| Austria        | Luc Maierhofer                                   | Sophia Schaller                                     | Miriam Ziegler / Severin Kiefer                                                                                   | |
| Azerbaigian    | Vladimir Litvintsev                              | Ekaterina Ryabova                                   | | |
| Belgio         |                                                  | Loena Hendrickx                                     | | |
| Bielorussia    |                                                  |                                                     | | Anna Kublikova / Yuri Hulitski                                                                        |
| Brasile        |                                                  | Isadora Williams                                    | | |
| Bulgaria       |                                                  | Alexandra Feigin                                    | | |
| Canada         | Keegan Messing Nam Nguyen                        | Alaine Chartrand Aurora Cotop Gabrielle Daleman     | Kirsten Moore-Towers / Michael Marinaro Evelyn Walsh / Trennt Michaud                                             | Laurence Fournier Beaudry / Nikolaj Sørensen Piper Gilles / Paul Poirier Kaitlyn Weaver / Andrew Poje |
| Cina           | Jin Boyang                                       | Chen Hongyi                                         | Peng Cheng / Jin Yang Sui Wenjing / Han Cong                                                                      | Wang Shiyue / Liu Xinyu                                                                               |
| Corea del Nord |                                                  |                                                     | Ryom Tae-ok / Kim Ju-sik                                                                                          | |
| Corea del Sud  | Cha Jun-hwan                                     | Lim Eun-soo                                         | | |
| Croazia        |                                                  |                                                     | Lana Petranović / Antonio Souza-Kordeiru                                                                          | |
| Danimarca      |                                                  | Pernille Sørensen                                   | | |
| Estonia        | Aleksandr Selevko                                | Eva-Lotta Kiibus                                    | | Katerina Bunina / German Frolov                                                                       |
| Finlandia      | Valtter Virtanen                                 | Emmi Peltonen                                       | | Juulia Turkkila / Matthias Versluis                                                                   |
| Francia        | Kevin Aymoz                                      | Laurine Lecavelier                                  | Vanessa James / Morgan Ciprès                                                                                     | Marie-Jade Lauriault / Romain Le Gac Gabriella Papadakis / Guillaume Cizeron                          |
| Georgia        | Moris Qvitelashvili                              |                                                     | | |
| Germania       | Paul Fentz                                       | Nicole Schott                                       | Minerva Fabienne Hase / Nolan Seegert Annika Hocke / Ruben Blommaert                                              | Shari Koch / Christian Nüchtern                                                                       |
| Giappone       | Yuzuru Hanyū Keiji Tanaka Shōma Uno              | Rika Kihira Satoko Miyahara Kaori Sakamoto          | | Misato Komatsubara / Tim Koleto                                                                       |
| Hong Kong      |                                                  | Yi Christy Leung                                    | | |
| Israele        | Alexei Bychenko Daniel Samohin                   |                                                     | | Shira Ichilov / Vadim Davidovich                                                                      |
| Italia         | Matteo Rizzo                                     | Marina Piredda Roberta Rodeghiero                   | Nicole Della Monica / Matteo Guarise Rebecca Ghilardi / Filippo Ambrosini                                         | Charlène Guignard / Marco Fabbri Jasmine Tessari / Francesco Fioretti                                 |
| Kazakistan     |                                                  | Elizabet Tursynbaeva                                | | |
| Lettonia       | Deniss Vasiļjevs                                 |                                                     | | |
| Lituania       |                                                  | Elžbieta Kropa                                      | | Allison Reed / Saulius Ambrulevičius                                                                  |
| Malaysia       | Julian Zhi Jie Yee                               |                                                     | | |
| Messico        | Donovan Carrillo                                 |                                                     | | |
| Paesi Bassi    |                                                  | Kyarha van Tiel                                     | | |
| Polonia        | Igor Reznichenko                                 |                                                     | | Natalia Kaliszek / Maksym Spodyriev                                                                   |
| Regno Unito    | Peter James Hallam                               | Natasha McKay                                       | Zoe Jones / Christopher Boyadji                                                                                   | Lilah Fear / Lewis Gibson                                                                             |
| Rep. Ceca      | Michal Březina                                   | Eliška Březinová                                    | Hanna Abrazhevich / Martin Bidař                                                                                  | |
| Romania        |                                                  | Julia Sauter                                        | | |
| Russia         | Michail Koljada Andrej Lazukin Aleksandr Samarin | Evgenija Medvedeva Sof'ja Samodurova Alina Zagitova | Aleksandra Bojkova / Dmitrij Kozlovskij Evgenija Tarasova / Vladimir Morozov Natal'ja Zabijako / Aleksandr Ėnbert | Viktorija Sinicina / Nikita Kacalapov Aleksandra Stepanova / Ivan Bukin                               |
| Slovacchia     |                                                  | Nicole Rajičová                                     | | |
| Slovenia       |                                                  | Daša Grm                                            | | |
| Spagna         |                                                  | Valentina Matos                                     | Laura Barquero / Aritz Maestu                                                                                     | Sara Hurtado / Kirill Khaliavin                                                                       |
| Stati Uniti    | Jason Brown Nathan Chen Vincent Zhou             | Mariah Bell Bradie Tennell                          | Ashley Cain / Timothy LeDuc                                                                                       | Madison Chock / Evan Bates Kaitlin Hawayek / Jean-Luc Baker Madison Hubbell / Zachary Donohue         |
| Svezia         | Alexander Majorov                                | Anita Östlund                                       | | |
| Svizzera       | Lukas Britschgi                                  | Alexia Paganini                                     | | Victoria Manni / Carlo Röthlisberger                                                                  |
| Turchia        | Burak Demirboğa                                  |                                                     | | |
| Ucraina        | Ivan Šmuratko                                    |                                                     | | Oleksandra Nazarova / Maksym Nikitin                                                                  |
| Ungheria       |                                                  | Ivett Tóth                                          | | Anna Yanovskaya / Ádám Lukács                                                                         |

### Atleti rimpiazzati
| Data             | Nazione   | Disciplina | Iniziale                    | Rimpiazzo          |
| ---------------- | --------- | ---------- | --------------------------- | ------------------ |
| 26 febbraio 2019 | Giappone  | Coppie     | Miu Suzaki / Ryūichi Kihara | Nessuno            |
| 27 febbraio 2019 | Russia    | Donne      | Stanislava Konstantinova    | Evgenija Medvedeva |
| 5 marzo 2019     | Finlandia | Donne      | Viveca Lindfors             | Emmi Peltonen      |
| 6 marzo 2019     | Svezia    | Donne      | Matilda Algotsson           | Anita Östlund      |
| 13 marzo 2019    | Russia    | Uomini     | Maksim Kovtun               | Andrej Lazukin     |

## Risultati

### Uomini
| Posizione                       | Nome                | Nazione       | Punteggio totale | Programma corto | Programma corto | Programma libero | Programma libero |
| ------------------------------- | ------------------- | ------------- | ---------------- | --------------- | --------------- | ---------------- | ---------------- |
| 1                               | Nathan Chen         | Stati Uniti   | 323.42           | 1               | 107.40          | 1                | 216.02           |
| 2                               | Yuzuru Hanyū        | Giappone      | 300.97           | 3               | 94.87           | 2                | 206.10           |
| 3                               | Vincent Zhou        | Stati Uniti   | 281.16           | 4               | 94.17           | 3                | 186.99           |
| 4                               | Shōma Uno           | Giappone      | 270.32           | 6               | 91.40           | 4                | 178.92           |
| 5                               | Jin Boyang          | Cina          | 262.71           | 9               | 84.26           | 5                | 178.45           |
| 6                               | Michail Koljada     | Russia        | 262.44           | 10              | 84.23           | 6                | 178.21           |
| 7                               | Matteo Rizzo        | Italia        | 257.66           | 5               | 93.37           | 10               | 164.29           |
| 8                               | Michal Březina      | Rep. Ceca     | 254.28           | 8               | 86.96           | 8                | 167.32           |
| 9                               | Jason Brown         | Stati Uniti   | 254.15           | 2               | 96.81           | 14               | 157.34           |
| 10                              | Andrej Lazukin      | Russia        | 248.74           | 11              | 84.05           | 9                | 164.69           |
| 11                              | Kevin Aymoz         | Francia       | 247.47           | 7               | 88.24           | 12               | 159.23           |
| 12                              | Aleksandr Samarin   | Russia        | 246.33           | 20              | 78.38           | 7                | 167.95           |
| 13                              | Moris Qvitelashvili | Georgia       | 240.74           | 12              | 82.67           | 13               | 158.07           |
| 14                              | Keiji Tanaka        | Giappone      | 238.40           | 19              | 78.76           | 11               | 159.64           |
| 15                              | Keegan Messing      | Canada        | 237.64           | 14              | 82.38           | 15               | 155.26           |
| 16                              | Nam Nguyen          | Canada        | 237.27           | 13              | 82.51           | 16               | 154.76           |
| 17                              | Vladimir Litvintsev | Azerbaigian   | 230.84           | 16              | 81.46           | 19               | 149.38           |
| 18                              | Alexander Majorov   | Svezia        | 229.72           | 17              | 79.17           | 17               | 150.55           |
| 19                              | Cha Jun-hwan        | Corea del Sud | 229.26           | 18              | 79.17           | 18               | 150.09           |
| 20                              | Brendan Kerry       | Australia     | 222.02           | 21              | 78.26           | 21               | 143.76           |
| 21                              | Deniss Vasiļjevs    | Lettonia      | 218.52           | 23              | 74.74           | 20               | 143.78           |
| 22                              | Alexei Bychenko     | Israele       | 216.60           | 22              | 77.67           | 22               | 138.93           |
| 23                              | Julian Zhi Jie Yee  | Malaysia      | 205.97           | 24              | 73.63           | 23               | 132.34           |
| 24                              | Daniel Samohin      | Israele       | 205.28           | 15              | 82.00           | 24               | 123.28           |
| Non ammessi al programma libero |                     |               |                  |                 |                 |                  |                  |
| 25                              | Peter James Hallam  | Regno Unito   | 66.06            | 25              | 66.06           | N.D.             | N.D.             |
| 26                              | Luc Maierhofer      | Austria       | 65.78            | 26              | 65.78           | N.D.             | N.D.             |
| 27                              | Aleksandr Selevko   | Estonia       | 63.25            | 27              | 63.25           | N.D.             | N.D.             |
| 28                              | Paul Fentz          | Germania      | 63.24            | 28              | 63.24           | N.D.             | N.D.             |
| 29                              | Ivan Šmuratko       | Ucraina       | 62.99            | 29              | 62.99           | N.D.             | N.D.             |
| 30                              | Burak Demirboğa     | Turchia       | 60.79            | 30              | 60.79           | N.D.             | N.D.             |
| 31                              | Slavik Hayrapetyan  | Armenia       | 60.66            | 31              | 60.66           | N.D.             | N.D.             |
| 32                              | Valtter Virtanen    | Finlandia     | 55.73            | 32              | 55.73           | N.D.             | N.D.             |
| 33                              | Donovan Carrillo    | Messico       | 54.99            | 33              | 54.99           | N.D.             | N.D.             |
| 34                              | Lukas Britschgi     | Svizzera      | 54.58            | 34              | 54.58           | N.D.             | N.D.             |
| 35                              | Igor Reznichenko    | Polonia       | 50.15            | 35              | 50.15           | N.D.             | N.D.             |

### Donne
| 1                               | Alina Zagitova       | Russia        | 237.50 | 1  | 82.08 | 1    | 155.42 |
| 2                               | Elizabet Tursynbaeva | Kazakistan    | 224.76 | 3  | 75.96 | 4    | 148.80 |
| 3                               | Evgenija Medvedeva   | Russia        | 223.80 | 4  | 74.23 | 3    | 149.57 |
| 4                               | Rika Kihira          | Giappone      | 223.49 | 7  | 70.90 | 2    | 152.59 |
| 5                               | Kaori Sakamoto       | Giappone      | 222.83 | 2  | 76.86 | 5    | 145.97 |
| 6                               | Satoko Miyahara      | Giappone      | 215.95 | 8  | 70.60 | 6    | 145.35 |
| 7                               | Bradie Tennell       | Stati Uniti   | 213.47 | 10 | 69.50 | 7    | 143.97 |
| 8                               | Sof'ja Samodurova    | Russia        | 208.58 | 9  | 70.42 | 8    | 138.16 |
| 9                               | Mariah Bell          | Stati Uniti   | 208.07 | 6  | 71.26 | 9    | 136.81 |
| 10                              | Lim Eun-soo          | Corea del Sud | 205.57 | 5  | 72.91 | 10   | 132.66 |
| 11                              | Gabrielle Daleman    | Canada        | 192.67 | 11 | 69.19 | 12   | 123.48 |
| 12                              | Loena Hendrickx      | Belgio        | 186.29 | 13 | 62.60 | 11   | 123.69 |
| 13                              | Ekaterina Ryabova    | Azerbaigian   | 179.88 | 17 | 57.18 | 13   | 122.70 |
| 14                              | Yi Christy Leung     | Hong Kong     | 177.22 | 14 | 58.60 | 14   | 118.62 |
| 15                              | Laurine Lecavelier   | Francia       | 170.59 | 19 | 56.81 | 15   | 113.78 |
| 16                              | Nicole Schott        | Germania      | 170.56 | 12 | 63.18 | 17   | 107.38 |
| 17                              | Alexandra Feigin     | Bulgaria      | 165.31 | 20 | 56.69 | 16   | 108.62 |
| 18                              | Daša Grm             | Slovenia      | 161.16 | 16 | 57.58 | 18   | 103.58 |
| 19                              | Chen Hongyi          | Cina          | 157.59 | 15 | 58.53 | 19   | 99.06  |
| 20                              | Eliška Březinová     | Rep. Ceca     | 153.45 | 18 | 57.13 | 20   | 96.32  |
| 21                              | Natasha McKay        | Regno Unito   | 151.56 | 21 | 56.40 | 21   | 95.16  |
| 22                              | Eva-Lotta Kiibus     | Estonia       | 149.99 | 23 | 55.38 | 22   | 94.61  |
| 23                              | Alaine Chartrand     | Canada        | 148.97 | 22 | 55.89 | 23   | 93.08  |
| 24                              | Isadora Williams     | Brasile       | 143.22 | 24 | 55.20 | 24   | 88.02  |
| Non ammesse al programma libero |                      |               |        |    |       |      |        |
| 25                              | Ivett Tóth           | Ungheria      | 54.87  | 25 | 54.87 | N.D. | N.D.   |
| 26                              | Pernille Sørensen    | Danimarca     | 54.36  | 26 | 54.36 | N.D. | N.D.   |
| 27                              | Marina Piredda       | Italia        | 53.27  | 27 | 53.27 | N.D. | N.D.   |
| 28                              | Emmi Peltonen        | Finlandia     | 53.22  | 28 | 53.22 | N.D. | N.D.   |
| 29                              | Julia Sauter         | Romania       | 53.11  | 29 | 53.11 | N.D. | N.D.   |
| 30                              | Anita Östlund        | Svezia        | 53.07  | 30 | 53.07 | N.D. | N.D.   |
| 31                              | Roberta Rodeghiero   | Italia        | 51.50  | 31 | 51.50 | N.D. | N.D.   |
| 32                              | Nicole Rajičová      | Slovacchia    | 51.22  | 32 | 51.22 | N.D. | N.D.   |
| 33                              | Alexia Paganini      | Svizzera      | 50.51  | 33 | 50.51 | N.D. | N.D.   |
| 34                              | Valentina Matos      | Spagna        | 50.25  | 34 | 50.25 | N.D. | N.D.   |
| 35                              | Aurora Cotop         | Canada        | 48.83  | 35 | 48.83 | N.D. | N.D.   |
| 36                              | Kailani Craine       | Australia     | 48.82  | 36 | 48.82 | N.D. | N.D.   |
| 37                              | Sophia Schaller      | Austria       | 48.72  | 37 | 48.72 | N.D. | N.D.   |
| 38                              | Elžbieta Kropa       | Lituania      | 47.95  | 38 | 47.95 | N.D. | N.D.   |
| 39                              | Anastasia Galustyan  | Armenia       | 47.75  | 39 | 47.75 | N.D. | N.D.   |
| 40                              | Kyarha van Tiel      | Paesi Bassi   | 41.85  | 40 | 41.85 | N.D. | N.D.   |

### Coppie
| Posizione | Nome                                     | Nazione        | Punteggio totale | Programma corto | Programma corto | Programma libero | Programma libero |
| --------- | ---------------------------------------- | -------------- | ---------------- | --------------- | --------------- | ---------------- | ---------------- |
| 1         | Sui Wenjing / Han Cong                   | Cina           | 234.84           | 2               | 79.24           | 1                | 155.60           |
| 2         | Evgenija Tarasova / Vladimir Morozov     | Russia         | 228.47           | 1               | 81.21           | 2                | 147.26           |
| 3         | Natal'ja Zabijako / Aleksandr Ėnbert     | Russia         | 217.98           | 4               | 73.96           | 4                | 144.02           |
| 4         | Peng Cheng / Jin Yang                    | Cina           | 215.84           | 3               | 75.51           | 5                | 140.33           |
| 5         | Vanessa James / Morgan Ciprès            | Francia        | 215.19           | 7               | 68.67           | 3                | 146.52           |
| 6         | Aleksandra Bojkova / Dmitrij Kozlovskij  | Russia         | 210.30           | 6               | 69.99           | 6                | 140.31           |
| 7         | Kirsten Moore-Towers / Michael Marinaro  | Canada         | 200.02           | 5               | 73.08           | 8                | 126.94           |
| 8         | Nicole Della Monica / Matteo Guarise     | Italia         | 195.74           | 8               | 67.29           | 7                | 128.45           |
| 9         | Ashley Cain / Timothy LeDuc              | Stati Uniti    | 193.81           | 9               | 66.93           | 9                | 126.88           |
| 10        | Miriam Ziegler / Severin Kiefer          | Austria        | 178.66           | 11              | 63.65           | 11               | 115.01           |
| 11        | Ryom Tae-ok / Kim Ju-sik                 | Corea del Nord | 175.31           | 13              | 58.77           | 10               | 116.54           |
| 12        | Evelyn Walsh / Trennt Michaud            | Canada         | 174.40           | 12              | 59.84           | 12               | 114.56           |
| 13        | Minerva Fabienne Hase / Nolan Seegert    | Germania       | 174.04           | 10              | 64.28           | 14               | 109.76           |
| 14        | Annika Hocke / Ruben Blommaert           | Germania       | 166.36           | 16              | 53.16           | 13               | 113.20           |
| 15        | Laura Barquero / Aritz Maestu            | Spagna         | 162.27           | 14              | 55.58           | 15               | 106.69           |
| 16        | Lana Petranović / Antonio Souza-Kordeiru | Croazia        | 153.99           | 15              | 53.70           | 17               | 100.29           |
| 17        | Zoe Jones / Christopher Boyadji          | Regno Unito    | 153.70           | 17              | 52.45           | 16               | 101.25           |
| 18        | Hanna Abrazhevich / Martin Bidař         | Rep. Ceca      | 140.02           | 19              | 48.66           | 18               | 91.36            |
| 19        | Rebecca Ghilardi / Filippo Ambrosini     | Italia         | 133.75           | 18              | 52.02           | 19               | 81.73            |

### Danza su ghiaccio
| 1                               | Gabriella Papadakis / Guillaume Cizeron      | Francia     | 222.65 | 1  | 88.42 | 1    | 134.23 |
| 2                               | Viktorija Sinicina / Nikita Kacalapov        | Russia      | 211.76 | 2  | 83.94 | 2    | 127.82 |
| 3                               | Madison Hubbell / Zachary Donohue            | Stati Uniti | 210.40 | 4  | 83.09 | 3    | 127.31 |
| 4                               | Aleksandra Stepanova / Ivan Bukin            | Russia      | 208.52 | 3  | 83.10 | 4    | 125.42 |
| 5                               | Kaitlyn Weaver / Andrew Poje                 | Canada      | 205.62 | 5  | 82.84 | 5    | 122.78 |
| 6                               | Madison Chock / Evan Bates                   | Stati Uniti | 204.92 | 6  | 82.32 | 6    | 122.60 |
| 7                               | Piper Gilles / Paul Poirier                  | Canada      | 200.92 | 8  | 80.44 | 7    | 120.48 |
| 8                               | Charlène Guignard / Marco Fabbri             | Italia      | 199.18 | 7  | 81.66 | 8    | 117.52 |
| 9                               | Kaitlin Hawayek / Jean-Luc Baker             | Stati Uniti | 189.06 | 9  | 75.90 | 10   | 113.16 |
| 10                              | Laurence Fournier Beaudry / Nikolaj Sørensen | Canada      | 188.10 | 10 | 74.76 | 9    | 113.34 |
| 11                              | Natalia Kaliszek / Maksym Spodyriev          | Polonia     | 183.30 | 11 | 73.64 | 12   | 109.66 |
| 12                              | Sara Hurtado / Kirill Khaliavin              | Spagna      | 180.93 | 12 | 72.45 | 13   | 108.48 |
| 13                              | Lilah Fear / Lewis Gibson                    | Regno Unito | 179.57 | 15 | 68.46 | 11   | 111.11 |
| 14                              | Marie-Jade Lauriault / Romain Le Gac         | Francia     | 179.26 | 13 | 71.26 | 14   | 108.00 |
| 15                              | Wang Shiyue / Liu Xinyu                      | Cina        | 173.89 | 14 | 68.47 | 15   | 105.42 |
| 16                              | Juulia Turkkila / Matthias Versluis          | Finlandia   | 168.12 | 18 | 66.01 | 16   | 102.11 |
| 17                              | Allison Reed / Saulius Ambrulevičius         | Lituania    | 168.06 | 16 | 67.21 | 17   | 100.85 |
| 18                              | Shari Koch / Christian Nüchtern              | Germania    | 162.47 | 17 | 66.91 | 18   | 95.56  |
| 19                              | Anna Yanovskaya / Ádám Lukács                | Ungheria    | 156.81 | 20 | 61.96 | 19   | 94.85  |
| 20                              | Oleksandra Nazarova / Maksym Nikitin         | Ucraina     | 153.43 | 19 | 65.76 | 20   | 87.67  |
| Non ammessi al programma libero |                                              |             |        |    |       |      |        |
| 21                              | Misato Komatsubara / Tim Koleto              | Giappone    | 60.98  | 21 | 60.98 | N.D. | N.D.   |
| 22                              | Anna Kublikova / Yuri Hulitski               | Bielorussia | 56.55  | 22 | 56.55 | N.D. | N.D.   |
| 23                              | Victoria Manni / Carlo Röthlisberger         | Svizzera    | 53.94  | 23 | 53.94 | N.D. | N.D.   |
| 24                              | Jasmine Tessari / Francesco Fioretti         | Italia      | 53.47  | 24 | 53.47 | N.D. | N.D.   |
| 25                              | Shira Ichilov / Vadim Davidovich             | Israele     | 52.51  | 25 | 52.51 | N.D. | N.D.   |
| 26                              | Chantelle Kerry / Andrew Dodds               | Australia   | 51.94  | 26 | 51.94 | N.D. | N.D.   |
| 27                              | Katerina Bunina / German Frolov              | Estonia     | 46.22  | 27 | 46.22 | N.D. | N.D.   |